# Palagiano
Palagiano is een gemeente in de Italiaanse provincie Tarente (regio Apulië) en telt 15.826 inwoners (31-12-2004). De oppervlakte bedraagt 69,2 km2, de bevolkingsdichtheid is 229 inwoners per km2.
De volgende frazioni maken deel uit van de gemeente: Chiatona.

## Demografie
Palagiano telt ongeveer 5159 huishoudens. Het aantal inwoners steeg in de periode 1991-2001 met 6,1% volgens cijfers uit de tienjaarlijkse volkstellingen van ISTAT.
| Jaar | Inwoneraantal |
| ---- | ------------- |
| 1991 | 14.910        |
| 2001 | 15.815        |

## Geografie
Palagiano grenst aan de volgende gemeenten: Castellaneta, Massafra, Mottola, Palagianello.